# Rutka (Wolga)
Die Rutka (russisch Рутка; Mari Рӹде) ist ein 153 km langer linker Nebenfluss der Wolga im europäischen Teil Russlands.

## Verlauf
Die Rutka entspringt im Nordosten der Oblast Nischni Nowgorod nahe der Grenze zur Oblast Kirow und zur Republik Mari El. Von hier fließt sie zunächst in südlicher und südwestlicher Richtung durch eine von Dörfern und landwirtschaftlichen Nutzflächen geprägte Landschaft.
Nachdem sie das Dorf Staraja Rutka passiert hat, überquert sie die Grenze zur Republik Mari El. Hier dominieren Wälder das Landschaftsbild der dünnbesiedelten nordwestlichen autonomen Republik. Der Fluss fließt hier in vorwiegend südlicher Richtung und durchquert das westliche Mari El, ehe er bei Kosmodemjansk den Tscheboksarsker Stausee erreicht, zu dem die Wolga aufgestaut ist.
Die Rutka ist durchschnittlich von Ende November/Anfang Dezember bis in den April gefroren. Sie ist bei Bootswanderern sehr beliebt.